# زولتان أنتال
زولتان أنتال (بالمجرية: Antal Zoltán)‏ هو راكب الكنو مجري، ولد في 8 ديسمبر 1971 في بودابست في المجر.

## وصلات خارجية
- زولتان أنتال على موقع أوليمبيديا (الإنجليزية)